# Стефани Гарбър
Стефани Гарбър (на английски: Stephanie Garber) е американска писателка, авторка на бестселъри в жанра фентъзи.

## Биография и творчество
Стефани Гарбър е родена през 1988 г. в Северна Каролина, САЩ. Израства в Северна Калифорния. Завършва Държавния университет в Сонома и следдипломна квалификация в Тихоокеанския университет в Азюса. По време на следването си е работила различни временни работи. След дипломирането си работи с младежки групи като съветник в летен лагер, доброволец в училище за глухи деца в Мексико и организиране на студентски групи за ваканции в Амстердам. Заедно с работата си пише и преработва първия си ръкопис в продължение на 11 години.
Първият ѝ роман „Каравал“ от едноименната поредица е публикуван през 2017 г. Скарлет и Тела никога не са напускали своя мъничък остров Трида и копнеят за чудесата и магиите на Каравала, ежегодното едноседмично представление, където публиката участва в шоуто наравно с артистите. Но когато Каравала започва, Тела е отвлечена от Легендата, мистериозния собственик на Каравала. Скарлет започва да търси сестра си, попада в опасните мрежи на любов, магия и разочарования, и трябва да е упорита, за да не я изгуби завинаги. Книгата става бестселър, издадена е в над 30 страни по света и прави писателката известна. Филмовите права за екранизация са закупени от Twentieth Century Fox.
Когато не пише, писателката преподава творческо писане в университета „Уилям Джесъп“ в Северна Калифорния, и е блогър в „Pub Crawl“. Като преподавател в университета организира полеви екскурзии, включващи четене на книги.
Стефани Гарбър живее в Ронърт Парк, Калифорния.

## Произведения

### Серия „Каравал“ (Caraval)
1. Caraval (2017)
Каравал, изд.: ИК „Бард“, София (2017), прев. Милена Илиева
2. Legendary (2018) 
Легендата, изд.: ИК „Бард“, София (2018), прев. Милена Илиева
3. Finale (2019)
Финал, изд.: ИК „Бард“, София (2020), прев. Милена Илиева

### Серия „Once Upon a Broken Heart“
1. Once Upon a Broken Heart (2021) Имало някога едно разбито сърце, изд. ИК „Бард“, София (2023), прев. Петър Тивчев
2. The Ballad of Never After (2022)
3. A Curse for True Love (2023)